# Крчић
Крчић је прва притока ријеке Крке, дугачка 20 km. Извире из крашких врела у подножју јужних падина Динаре, код Полаче. Протиче кроз кањонску долину, са више бигрених преграда, на којим су настали мањи водопади (слапови). Ријека се завршава најпознатијим и најљепшим слапом високим 22 метра који називамо Топољски бук, слап Крчић или Велики бук, испод којег се налази крашки извор Крке. Уз Крчић пролази стари макадамски пут, који повезује Книн, Кијево и Врлику, а на слаповима има велики број млинова.
Извориште Крчића налази се у јаким кршким врелима на јужним падинама Динаре. На самоме почетку Крчић изгледа као спој неколицине малих потока који се једва назиру. Идући низводно његов ток све више на мјестима поприма изглед кањона. Простор уз рјечицу је (1964) у дужини од око 10 km категорисан као геоморфолошко-хидролошки резерват, површине 280 ха. Назив ријеке Крчић долази од умањенице имена ријеке Крке, јер су људи овога краја сматрали да Крку са њеним извором треба строго одвојити од ријечног тока Крчића.
Данас у вријеме кад се у економски развијеним и земљама са еколошком свијешћу константно говори о несташици питке воде и загађењима, чиста, хладна и питка вода рјечице, представља извор највећег богатства.
Низводно се налази неколико старих напола урушених воденица, које уз бијели макадамски пут и недирнуту природу, дају дух давних времена, када су људи овог краја возили жито на млин. У доњем току Крчић полако прераста из потока у рјечицу.
Кањон Крчића са својим слаповима и млиновима је незаобилазно мјесто сусрета човјека с готово нетакнутом природом. Приближавајући се Топољском буку налази се још једна млиница, вјероватно најбоље очувана. Топољскои бук, који је задњи слап на рјечици, уједно са својих двадесетак метара и највећи, а засигурно и најљепши и најпознатији, љети је познато мјесто за породичне излете и роштиљаде за становнике Книна. Слап Крчић можемо видјети и са Книнске тврђаве.
Природни феномен, да је ушће неке ријеке у облику слапа и да је повезан са самим извором неке друге ријеке представља својеврстан пример у свијету. Сам извор Крке је непресушан, док за вријеме сушних љетних раздобља у Крчићу нема воде, па самим тим и слап пресуши.
Уз слап Крчић је везана и једна легенда. Некада је на брду лијево од слапа постојало утврђење за одбрану оближњег моста. На том мјесту су кнезови Нелипићи побиједили војску Јурја Шубића Клишког 1325. године. Легенда каже да ће људи поново изградити мост кад престану међусобно ратовати и да од тад, Крчић неће више пресушивати.
У току ријеке Крчић налази се:
- 8 слапова
- 10 језера
- 3 моста
- 850 биљних врста
- 36 врста водених биљака
- 18 врста риба
- 10 ендемских врста риба
- 222 врсте птица, од којих се 80 врста гнијезди у парку
- 46 осталих животињских врста

## Галерија
- Средњи дио тока ријеке Крчић.
- Топољски бук на ријеци Крчић, сликан у јануару.